# Przemysł kosmiczny
Przemysł kosmiczny (branża kosmiczna, sektor kosmiczny) – według OECD Space Forum obejmuje typowe działania związane z produkcją urządzeń kosmicznych, w tym systemów wynoszenia satelitów, a także działania, które wykorzystują dane pozyskiwane za pomocą urządzeń satelitarnych lub wiążą się ze świadczeniem innych usług za pośrednictwem urządzeń kosmicznych.
W wąskim ujęciu przemysł kosmiczny bywa kojarzony głównie z działalnością kosmiczną, tj. z badaniem przestrzeni kosmicznej, technologiami wynoszenia statków kosmicznych i pojazdami kosmicznymi czy aparaturą. W szerszym ujęciu przemysł ten obejmuje też świadczenie wszelkich usług, w których wykorzystuje się dane i techniki kosmiczne, w tym różnego typu usługi dla rolnictwa (kontrola upraw), nawigacji, gospodarki nieruchomościami, zarządzania flotą, itp..

## Rola w gospodarce
Przemysł kosmiczny należy do najbardziej zaawansowanych technologicznie branż gospodarki, której rozwój poprzez efekty komercjalizacji i rozlewania się technologii (spill over) prowadzi do postępu technicznego w innych branżach. Między innymi z tego powodu wspieranie rozwoju przemysłu kosmicznego dla wielu państw stanowi element polityki innowacyjnej. Rozwój tej dziedziny wspierany jest też w ramach polityki obronnej.

## Rozmiary i struktura przemysłu kosmicznego w świecie
Wielkość światowego przemysłu kosmicznego mierzona przychodami branży sięgnęła ponad 256 miliardów USD w roku 2013. Faktyczna wielkość tego rynku jest jednak znacznie większa, gdyż duża część budżetów obronnych przeznaczanych na technologie kosmiczne jest utajniona. 
Przemysł kosmiczny dzieli się na trzy segmenty o zróżnicowanym udziale w rynku kosmicznym:
- usługi dla konsumentów (segment downstream: 58% rynku – 149,6 miliarda USD w 2013 r.) – obejmujące przesyłanie sygnałów satelitarnych, przetwarzanie danych satelitarnych na potrzeby komercyjne i sprzedaż usług,
- produkcję sprzętu kosmicznego oraz usługi w zakresie wynoszenia (segment upstream, 33% rynku – ponad 85 miliardów USD w 2013 r.) – odbywającą się głównie w ramach dużych programów kosmicznych finansowanych głównie ze środków publicznych. Obejmują one budowę rakiet, satelitów, systemy sterowania, a także usługi wynoszenia w przestrzeń kosmiczną,
- usługi operatorów satelitarnych (9% rynku – 21,6 miliardów USD w 2013 r.) – obejmujące zbieranie i przesyłanie danych; są one świadczone na rzecz sektora publicznego i przedsiębiorców.

## Polski przemysł kosmiczny
Na polski przemysł kosmiczny składa się kilkaset podmiotów – w tym publiczne ośrodki badawcze, wyższe uczelnie i przedsiębiorstwa. Wśród tych ostatnich dominują małe i średnie podmioty. Ich działalność obejmuje głównie segment downstream, a ich oferta dotyczy produktów i usług wytwarzanych w oparciu o techniki i dane satelitarne. Pozycja Polski w segmencie upstream jest słaba, ale w związku ze wzrostem nakładów publicznych na projekty kosmiczne należy oczekiwać wzrostu tego segmentu w kraju. Według raportu firmy Seendico w najbliższych latach można oczekiwać wzrostu dynamiki rozwoju polskiego przemysłu kosmicznego, ale branża ta wciąż znajduje się na bardzo wczesnym etapie jej rozwoju.
- Zobacz też: Rosetta (sonda kosmiczna)

## Narodowe programy kosmiczne
Programy kosmiczne realizowane przez poszczególne państwa stanowią istotny czynnik rozwoju narodowych przemysłów kosmicznych. Nakłady różnych państw na programy kosmiczne zaprezentowano w tabeli niżej. Największy udział w nakładach wszystkich zaprezentowanych krajów miały USA (61%), Chiny (9.5%), Rosja (8.2%), Japonia (5.6%). Łączny udział krajów UE w tych nakładach to około 11%, z czego większość przypada na Francję, Niemcy, Włochy i Wielką Brytanię.
| Państwo           | USD (w milionach) | % wszystkich budżetów |
| ----------------- | ----------------- | --------------------- |
| Stany Zjednoczone | 39332,17          | 61,08                 |
| Chiny             | 6110,647          | 9,49                  |
| Rosja             | 5265,234          | 8,18                  |
| Japonia           | 3597,407          | 5,59                  |
| Francja           | 2712,996          | 4,21                  |
| Niemcy            | 1686,912          | 2,62                  |
| Włochy            | 1223,284          | 1,90                  |
| Indie             | 1159,094          | 1,80                  |
| Kanada            | 474,4084          | 0,74                  |
| Wielka Brytania   | 367,4077          | 0,57                  |
| Korea Południowa  | 318               | 0,49                  |
| Hiszpania         | 273,3987          | 0,42                  |
| Belgia            | 270,8084          | 0,42                  |
| Szwajcaria        | 196,7411          | 0,31                  |
| Brazylia          | 182,9941          | 0,28                  |
| Szwecja           | 161,725           | 0,25                  |
| Argentyna         | 140,0638          | 0,22                  |
| Norwegia          | 134,2462          | 0,21                  |
| Holandia          | 121,2001          | 0,19                  |
| Izrael            | 100,0327          | 0,16                  |
| Austria           | 80,24691          | 0,12                  |
| Finlandia         | 65,04713          | 0,10                  |
| Turcja            | 59,0696           | 0,09                  |
| Dania             | 52,02868          | 0,08                  |
| Indonezja         | 50,28085          | 0,08                  |
| Polska            | 46,08018          | 0,07                  |
| Południowa Afryka | 40,80763          | 0,06                  |
| Australia         | 35,3868           | 0,05                  |
| Irlandia          | 27,09279          | 0,04                  |
| Grecja            | 25,98832          | 0,04                  |
| Portugalia        | 25,83566          | 0,04                  |
| Luksemburg        | 20,69959          | 0,03                  |
| Czechy            | 17,30559          | 0,03                  |
| Meksyk            | 10                | 0,02                  |
| Węgry             | 5,054527          | 0,01                  |
| Estonia           | 3,91212           | 0,01                  |
| Słowacja          | 3,233771          | 0,01                  |
| Słowenia          | 2,270012          | 0,00                  |
| Islandia          | 0,001064          | 0,00                  |
| Razem             | 64399,11          | 100%                  |

## Polska polityka kosmiczna
Polska od niedawna realizuje swoją narodową politykę kosmiczną. Główne dokumenty określające tę politykę obejmują:
- Porozumienie między Europejską Agencją Kosmiczną i Rządem Rzeczypospolitej Polskiej dotyczące Współpracy Kosmicznej dla Celów Pokojowych (Agreement between the European Space Agency and the Government of the Republic of Poland concerning space cooperation for peaceful purpose), 28 stycznia 1994 r.
- Porozumienie między Rządem Rzeczypospolitej Polskiej a Europejską Agencją Kosmiczną o współpracy w dziedzinie badania i użytkowania przestrzeni kosmicznej do celów pokojowych, podpisane w Warszawie dnia 24 stycznia 2002 r.[6]
- Ustawę z dnia 24 lipca 2002 r. o ratyfikacji Porozumienia między Rządem Rzeczypospolitej Polskiej a Europejską Agencją Kosmiczną o współpracy w dziedzinie badania i użytkowania przestrzeni kosmicznej do celów pokojowych, podpisanego w Warszawie dnia 24 stycznia 2002 r.[7]
- Porozumienie o Europejskim Państwie Współpracującym między Rządem Rzeczypospolitej Polskiej a Europejską Agencją Kosmiczną[8]
- Ustawę z dnia 28 marca 2008 r. o ratyfikacji Porozumienia o Europejskim Państwie Współpracującym między Rządem Rzeczypospolitej Polskiej a Europejską Agencją Kosmiczną, podpisanego w Warszawie dnia 27 kwietnia 2007 r.[9]
- Umowę pomiędzy Rządem Rzeczypospolitej Polskiej a Europejską Agencją Kosmiczną w sprawie przystąpienia Polski do Konwencji o utworzeniu Europejskiej Agencji Kosmicznej i związane z tym warunki, podpisana w Warszawie dnia 31 lipca 2012 r., oraz Konwencja o utworzeniu Europejskiej Agencji Kosmicznej, sporządzona w Paryżu dnia 30 maja 1975 r.[10]
- Ustawę z dnia 24 października 2012 r. o ratyfikacji Umowy pomiędzy Rządem Rzeczypospolitej Polskiej a Europejską Agencją Kosmiczną w sprawie przystąpienia Polski do Konwencji o utworzeniu Europejskiej Agencji Kosmicznej i związanych z tym warunków, podpisanej w Warszawie dnia 31 lipca 2012 r., oraz Konwencji o utworzeniu Europejskiej Agencji Kosmicznej, sporządzonej w Paryżu dnia 30 maja 1975 r.[11]
- Krajowy Plan Rozwoju Sektora Kosmicznego na lata 2014–2020

Najbardziej istotne wydarzenia w rozwoju Polskiej polityki kosmicznej to wejście Polski do Europejskiej Agencji Kosmicznej (ESA) w 2012 roku, co pozwoliło polskim podmiotom uczestniczyć w programach ESA i otrzymywać środki na wsparcie realizacji projektów kosmicznych. Ważne było także przyjęcie rządowego Programu działań na rzecz rozwoju technologii kosmicznych i wykorzystywania systemów satelitarnych w 2012 roku, a także przyjęcia w 2014 roku Krajowego Planu Rozwoju Sektora Kosmicznego. Nie mniej istotnym wydarzeniem było także powołanie pod koniec 2014 roku Polskiej Agencji Kosmicznej, która ma wspierać realizację programów i polityki kosmicznej w Polsce.